# Кіршрот
Кіршрот (нім. Kirschroth) — громада в Німеччині, розташована в землі Рейнланд-Пфальц. Входить до складу району Бад-Кройцнах. Складова частина об'єднання громад Бад-Зобернгайм.
Площа — 7,64 км2. Населення становить 266 ос. (станом на 31 грудня 2020).